# Hugo III. Henckel von Donnersmarck
Hugo III. Graf Henckel von Donnersmarck; weitere Vornamen: Amand Łazarz Artur (* 19. Februar 1857 in Siemianowitz, Schlesien; † 11. Juni 1923 in Krawarn, Schlesien) war ein schlesischer Magnat, Jurist und Offizier. Er war von 1908 bis 1918 Freier Standesherr von Beuthen in Oberschlesien.

## Leben
Graf Henckel von Donnersmarck wurde 1857 als erster Sohn des Grafen Hugo II. Henckel von Donnersmarck und dessen Ehefrau Wanda, geborene von Gaschin, in Siemianowitz geboren. Väterlicherseits entstammt seine Familie dem schlesischen Uradel Henckel von Donnersmarck. Sein Großvater war der deutsch-österreichische montanindustrielle Unternehmer Hugo Henckel von Donnersmarck. Hugo III. Geschwister waren Sara, Edgar, Ellinor, Margit und Irmgard.
Er besuchte bis zu seinem Abitur 1879 die humanistische Thomasschule zu Leipzig. Danach wurde er Königlich Preußischer Offizier beim Ulanen-Regiment „von Katzler“ (Schlesisches) Nr. 2 in Gleiwitz-Pleß und bekleidete zuletzt den Dienstgrad eines Oberleutnants der Reserve. Er studierte Rechtswissenschaften und wurde zum Doctor iuris utriusque promoviert. Er war Herzoglich Sachsen-Coburg-Gothaischer Hofjägermeister und Königlich Sächsischer Gerichtsassessor. Von Donnersmarck wurde zum Ehrenritter des Souveränen Malteserordens ernannt. 1893 kaufte er das Gut Jakobskirch bei Groß-Glogau in der Nähe von Breslau.
Am 14. September 1882 ehelichte er Anna (1854–1905), Tochter des sächsischen Generals der Kavallerie und Staatsministers Alfred Graf von Fabrice und dessen Ehefrau Anna, geborene Gräfin von der Asseburg in Dresden. Ihre gemeinsame Tochter Anna Wanda wurde am 22. November 1894 geboren. Sie heiratete den Turnierreiter Wilhelm Graf von Hohenau, einen Urenkel des preußischen Königs Friedrich Wilhelm III.
Hugo III. war von 1908 bis 1918 Freier Standesherr von Beuthen in Oberschlesien. Nach dem Tod von Hugo II. (1908) war er als ältester Sohn auch für das wirtschaftliche Erbe vorgesehen. Da er jedoch selbst nur eine Tochter hatte, überließ er das Vermögen dem Bruder Edgar. Der Graf verstarb 1923 in Krowiarki und wurde im Familienmausoleum im Schloss Polnisch Krawarn beigesetzt.

## Vorfahren
| Ahnentafel Hugo III. Graf Henckel von Donnersmarck                                                             | Ahnentafel Hugo III. Graf Henckel von Donnersmarck | Ahnentafel Hugo III. Graf Henckel von Donnersmarck | Ahnentafel Hugo III. Graf Henckel von Donnersmarck | Ahnentafel Hugo III. Graf Henckel von Donnersmarck | Ahnentafel Hugo III. Graf Henckel von Donnersmarck | Ahnentafel Hugo III. Graf Henckel von Donnersmarck | Ahnentafel Hugo III. Graf Henckel von Donnersmarck | Ahnentafel Hugo III. Graf Henckel von Donnersmarck |
| --- | --- | --- | --- | --- | --- | --- | --- | --- |
| Ururgroßeltern                                                                                                 | Lazarus III., Graf Henckel Freiherr von Donnersmarck (1729–1805) ⚭ Antonia, Gräfin von Praschma (1753–1818)                                                                       | Maria Anton Karl Borromäus Alexander Johann Nepomuk Franz de Paula Joseph Ignatius Wengersky (1760–1814) ⚭ Maria Anna Antonia Helene Carolina Skrbensky-Hrzistie (1763–1850)      | ? ⚭ ? | ? ⚭ ? | ? ⚭ ? | ? ⚭ ? | ? ⚭ ? | ? ⚭ ? |
| Urgroßeltern                                                                                                   | Carl Borromäus Joseph Franz de Paula, Graf Henckel Freiherr von Donnersmarck (1784–1813) ⚭ 1810 Eugenie Friederike Ludovica Maria Anna, Gräfin Wengersky (1790–1858)              | Carl Borromäus Joseph Franz de Paula, Graf Henckel Freiherr von Donnersmarck (1784–1813) ⚭ 1810 Eugenie Friederike Ludovica Maria Anna, Gräfin Wengersky (1790–1858)              | ? ⚭ ? | ? ⚭ ? | Leopold, Graf von Gaschin Edler Herr zu Rosenberg (1790–1848) ⚭ Ernestine von Strachwitz (1790–1836)                                                                              | Leopold, Graf von Gaschin Edler Herr zu Rosenberg (1790–1848) ⚭ Ernestine von Strachwitz (1790–1836)                                                                              | Jan, Graf Leszczye von Sumin-Suminski (1786–1839) ⚭ Julie von Lubraniec-Dambska (1792–1863)                                                                                       | Jan, Graf Leszczye von Sumin-Suminski (1786–1839) ⚭ Julie von Lubraniec-Dambska (1792–1863)                                                                                       |
| Großeltern | Hugo Karl Anton Lazarus, Graf Henckel Freiherr von Donnersmarck (1811–1890) ⚭ 1830 Laura, Gräfin von Hardenberg (1792–1847)                                                       | Hugo Karl Anton Lazarus, Graf Henckel Freiherr von Donnersmarck (1811–1890) ⚭ 1830 Laura, Gräfin von Hardenberg (1792–1847)                                                       | Hugo Karl Anton Lazarus, Graf Henckel Freiherr von Donnersmarck (1811–1890) ⚭ 1830 Laura, Gräfin von Hardenberg (1792–1847)                                                       | Hugo Karl Anton Lazarus, Graf Henckel Freiherr von Donnersmarck (1811–1890) ⚭ 1830 Laura, Gräfin von Hardenberg (1792–1847)                                                       | Amand, Graf von Gaschin Freiherr zu Rosenberg (1815–1866) ⚭ 1837 Fanny Leszczye von Sumin-Suminska (1818–1879)                                                                    | Amand, Graf von Gaschin Freiherr zu Rosenberg (1815–1866) ⚭ 1837 Fanny Leszczye von Sumin-Suminska (1818–1879)                                                                    | Amand, Graf von Gaschin Freiherr zu Rosenberg (1815–1866) ⚭ 1837 Fanny Leszczye von Sumin-Suminska (1818–1879)                                                                    | Amand, Graf von Gaschin Freiherr zu Rosenberg (1815–1866) ⚭ 1837 Fanny Leszczye von Sumin-Suminska (1818–1879)                                                                    |
| Eltern | Hugo II Karl Lazarus Eugen Friedrich Henckel, Graf von Donnersmarck (1832–1908) ⚭ 1856 Jeannette Wanda Francisca Malwina, Gräfin von Gaschin Edle Herrin zu Rosenberg (1837–1908) | Hugo II Karl Lazarus Eugen Friedrich Henckel, Graf von Donnersmarck (1832–1908) ⚭ 1856 Jeannette Wanda Francisca Malwina, Gräfin von Gaschin Edle Herrin zu Rosenberg (1837–1908) | Hugo II Karl Lazarus Eugen Friedrich Henckel, Graf von Donnersmarck (1832–1908) ⚭ 1856 Jeannette Wanda Francisca Malwina, Gräfin von Gaschin Edle Herrin zu Rosenberg (1837–1908) | Hugo II Karl Lazarus Eugen Friedrich Henckel, Graf von Donnersmarck (1832–1908) ⚭ 1856 Jeannette Wanda Francisca Malwina, Gräfin von Gaschin Edle Herrin zu Rosenberg (1837–1908) | Hugo II Karl Lazarus Eugen Friedrich Henckel, Graf von Donnersmarck (1832–1908) ⚭ 1856 Jeannette Wanda Francisca Malwina, Gräfin von Gaschin Edle Herrin zu Rosenberg (1837–1908) | Hugo II Karl Lazarus Eugen Friedrich Henckel, Graf von Donnersmarck (1832–1908) ⚭ 1856 Jeannette Wanda Francisca Malwina, Gräfin von Gaschin Edle Herrin zu Rosenberg (1837–1908) | Hugo II Karl Lazarus Eugen Friedrich Henckel, Graf von Donnersmarck (1832–1908) ⚭ 1856 Jeannette Wanda Francisca Malwina, Gräfin von Gaschin Edle Herrin zu Rosenberg (1837–1908) | Hugo II Karl Lazarus Eugen Friedrich Henckel, Graf von Donnersmarck (1832–1908) ⚭ 1856 Jeannette Wanda Francisca Malwina, Gräfin von Gaschin Edle Herrin zu Rosenberg (1837–1908) |
| Hugo III Amand Lazarus Artur Henckel, Graf von Donnersmarck (1857–1923) ⚭ Anna, Gräfin von Fabrice (1854–1905) | | | | | | | | |